# Hood Arrest
Hood Arrest – szósty studyjny album amerykańskiego rapera MC Eihta. Został wydany 2 czerwca, 2003 roku nakładem wytwórni Lookin Up Entertainment. Zawiera bonus, DVD.

## Lista utworów
1. „Intro”
2. „Bring Back the Funk”
3. „Dead Money”
4. „I’m a G”
5. „New Shit True Shit”
6. „Hustle 4 Doe”
7. „Nothing to Loose”
8. „Struggle”
9. „Welcome Back to the Ghetto” (featuring Spice 1)
10. „Make Some Dough”
11. „It’s Your Life”
12. „We Gots to Work”